# Eduardo Cadenas Camino
Eduardo Cadenas Camino (f. 1980) fue un político y abogado del Estado español, de filiación falangista, gobernador civil de Álava y Sevilla en la zona franquista durante la guerra civil española.

## Biografía
De origen santanderino, estaba emparentado con Carlos de la Lastra.
Teniente de alcalde del Ayuntamiento de Sevilla, abogado del Estado, y al parecer militante falangista «camisa vieja», trabajó para el Servicio Nacional de Regiones Devastadas del bando sublevado durante la Guerra Civil. Fue designado para el puesto de gobernador civil franquista en la provincia de Álava en 1938. No ejerció sin embargo simultáneamente de jefe provincial de FET y de las JONS, cargo que recayó sobre José María Aresti. Durante su breve mandato trató de conciliar los diferentes sectores del bando sublevado, alcanzando una relativa paz institucional.
Tras cesar como gobernador civil en Álava fue nombrado para el cargo de gobernador civil de la provincia de Sevilla el 3 de diciembre de 1938. En este segundo destino sí ejerció simultáneamente como gobernador civil y jefe provincial de FET y de las JONS. En calidad de gobernador civil estuvo al frente de la Comisión Provincial de Incautación de Bienes, encargada de la represión económica mediante la enajenación de bienes a los desafectos a la causa franquista. Cesó en el cargo ya en la posguerra, el 9 de noviembre de 1939.
Falleció en el número 5 de la sevillana plaza de Cuba el 30 de junio de 1980.

## Distinciones
- Gran Cruz de la Orden Civil del Mérito Agrícola (1973)[9]
- Cruz de Honor de San Raimundo de Peñafort (1961)[10]